# Forman
Forman és una població dels Estats Units a l'estat de Dakota del Nord. Segons el cens del 2000 tenia 506 habitants.

## Demografia
Segons el cens del 2000, Forman tenia 506 habitants, 221 habitatges, i 129 famílies. La densitat de població era de 279,1 hab./km².
Dels 221 habitatges en un 24,9% hi vivien nens de menys de 18 anys, en un 50,7% hi vivien parelles casades, en un 2,7% dones solteres, i en un 41,6% no eren unitats familiars. En el 39,4% dels habitatges hi vivien persones soles el 22,2% de les quals corresponia a persones de 65 anys o més que vivien soles. El nombre mitjà de persones vivint en cada habitatge era de 2,16 i el nombre mitjà de persones que vivien en cada família era de 2,91.
Per edats la població es repartia de la següent manera: un 20,9% tenia menys de 18 anys, un 5,5% entre 18 i 24, un 20,8% entre 25 i 44, un 27,7% de 45 a 60 i un 25,1% 65 anys o més.
L'edat mediana era de 46 anys. Per cada 100 dones de 18 o més anys hi havia 102 homes.
La renda mediana per habitatge era de 36.875 $ i la renda mediana per família de 48.929 $. Els homes tenien una renda mediana de 37.583 $ mentre que les dones 21.250 $. La renda per capita de la població era de 20.206 $. Entorn del 6,5% de les famílies i el 10% de la població estaven per davall del llindar de pobresa.

## Poblacions més properes
El següent diagrama mostra les poblacions més properes.